# Cricket ai Giochi della II Olimpiade

Alla II Olimpiade si disputò un torneo di cricket. Inizialmente, quattro squadre (Belgio, Francia, Gran Bretagna e Paesi Bassi) si erano iscritte a un torneo a eliminazione diretta. Le semifinali erano programmate per il 4-5 e l'11-12 agosto, mentre la finale avrebbe dovuto svolgersi il 19-20 agosto. Alla fine vi parteciparono solo la Gran Bretagna e la Francia.
La Gran Bretagna vinse la partita con un margine di 158 punti. La squadra francese era composta da dieci cittadini britannici, di cui due nati in Francia, e due francesi. Per questo motivo, è considerata una squadra mista. È attualmente elencata dal Comitato Olimpico Internazionale (CIO) come rappresentante della Francia..

## Risultati
| Evento         | Oro | Argento | Bronzo        |
| Two-day 12-man | Devon and Somerset Wanderers Charles Beachcroft (capitano) Arthur Birkett Alfred Bowerman George Buckley Francis Burchell Frederick Christian Harry Corner Frederick Cuming William Donne Alfred Powlesland John Symes Montagu Toller | French Athletic Club Union Philip Tomalin (capitano) William Anderson William Attrill John Braid W. Browning Robert Horne Timothée Jordan Arthur MacEvoy Douglas Robinson H. F. Roques Alfred Schneidau Henry Terry | Non assegnata |

## Medagliere
Queste medaglie sono state retroattivamente assegnate dal CIO; al tempo in cui si disputò il torneo i vincitori furono premiati con medaglie d'argento.
| Posizione | Paese       |   |   |   | Totale |
| --------- | ----------- | - | - | - | ------ |
| 1         | Regno Unito | 1 | 0 | 0 | 1      |
| 2         | Francia     | 0 | 1 | 0 | 1      |
| Totale    | Totale      | 1 | 1 | 0 | 2      |

## Contesto
Il cricket era stato programmato come evento alle prime Olimpiadi moderne del 1896, essendo incluso nel programma originale dei Giochi di Atene. Avrebbe dovuto essere l'unico evento a squadre, ma il torneo fu annullato per mancanza di iscrizioni.
Quattro anni dopo, ai Giochi di Parigi, si verificò una carenza di partecipanti: sia il Belgio che i Paesi Bassi si ritirarono prima del sorteggio. Il loro ritiro lasciò solo la Gran Bretagna e la nazione ospitante, la Francia, a partecipare.
La natura leggermente casuale del torneo di cricket si rifletté nel resto delle Olimpiadi del 1900: gli eventi si svolsero nell'arco di sei mesi, da maggio a ottobre, e, come i Giochi stessi, furono spesso considerati parte dell'Esposizione Universale, un'esposizione tenutasi a Parigi dal 15 aprile al 12 novembre 1900.

## Selezione delle squadre
Nessuna delle due squadre era stata selezionata a livello nazionale o rappresentativo. La Gran Bretagna, o Inghilterra come veniva chiamata nei volantini pubblicitari, era rappresentata dai Devon and Somerset Wanderers, una squadra di club itinerante. La squadra, fondata da William Donne nel 1894 per un tour nell'Isola di Wight, aveva già completato altri cinque tour prima di recarsi in Francia.
I Wanderers erano composti principalmente da giocatori del Castle Cary Cricket Club, cinque dei quali presero parte alla partita, e includevano anche quattro ex studenti della Blundell's School, una scuola pubblica nel Devon. La squadra fu completata da alcuni giocatori delle aree circostanti che riuscirono a staccarsi dagli impegni lavorativi e personali per il periodo di due settimane del tour. Ian Buchanan, nel Journal of Olympic History, descrisse entrambe le squadre come composte da "giocatori di cricket del club decisamente nella media". Solo due membri della squadra dei Wanderers, e nessuno della squadra francese, aveva giocato a cricket di prima classe. Montagu Toller giocò sei volte per il Somerset County Cricket Club, tutte nel 1897, mentre Alfred Bowerman giocò per il Somerset una volta nel 1900 e di nuovo nel 1905.
La squadra francese fu ufficialmente selezionata da tutti i club membri dell'Union des Sociétés Françaises de Sports Athlétiques. Poiché pochi di questi club avevano effettivamente squadre di cricket, la squadra finale fu selezionata da soli due club: l'Union Club e lo Standard Athletic Club. Entrambe le squadre avevano forti influenze inglesi, e la maggior parte dei giocatori della squadra francese era composta da espatriati britannici. Lo Standard Athletic Club era stato fondato dieci anni prima da lavoratori inglesi che si erano trasferiti in Francia per contribuire alla costruzione della Torre Eiffel.

## La partita
La partita avrebbe dovuto essere una normale sfida a undici contro undici, ma, di comune accordo tra i capitani, il numero di giocatori venne aumentato a dodici contro undici, una decisione che sorprese i tipografi dei tabelloni, poiché i nomi extra dovevano essere aggiunti a mano.
Il match iniziò alle 11:00 di domenica 19 agosto, con i Wanderers in tournée a battere per primi. La squadra fu eliminata per 117 punti, con solo quattro membri che raggiunsero le doppie cifre. Frederick Cuming, uno dei quattro Old Blundellians, segnò il punteggio più alto per la squadra con 38, seguito dal capitano e battitore di apertura dell'Exeter Cricket Club, CBK Beachcroft, con 23. La squadra francese fu quindi eliminata per 78, con il bowling guidato da Frederick Christian che conquistò sette wicket.
Il gioco si concluse alle 17:00, dopo che entrambe le squadre avevano completato il primo inning, con i Wanderers in vantaggio di 39 run. La battuta dei Wanderers migliorò la mattina successiva, aggiungendo 145 run nel secondo inning e dichiarando l'inning chiuso con cinque wicket in meno. Beachcroft fu nuovamente protagonista, raggiungendo il mezzo secolo, un'impresa replicata anche da Bowerman, che ottenne il punteggio più alto con 59.
Per vincere, la squadra francese aveva bisogno di 185 run, ma perse i primi dieci wicket per soli undici run. A questo punto, tentarono di giocare fuori tempo, cercando di pareggiare la partita. La sfida era a soli cinque minuti dalla fine quando cadde il loro undicesimo e ultimo wicket, assicurando così la vittoria dei Wanderers con un margine di 158 run.
Montagu Toller fu il migliore tra i giocatori di bowling dei Wanderers nel secondo inning, conquistando sette wicket e subendo solo nove punti.
Dopo la partita, la squadra britannica ricevette medaglie d'argento, mentre la squadra francese ricevette medaglie di bronzo. Entrambe le squadre ricevettero anche statuette in miniatura della Torre Eiffel. La partita non fu trattata dai quotidiani nazionali in Inghilterra o Francia, sebbene alcuni quotidiani locali del Devon e del West Country pubblicarono resoconti dell'incontro.

## Conseguenze
I Devon e i Somerset Wanderers disputarono altre due partite durante il loro tour in Francia, entrambe di un giorno, e le vinsero entrambe. Non furono impressionati dai francesi, che un giornalista dell'epoca descrisse come "troppo eccitabili per godersi la partita".
Nessuna delle due squadre si rese conto di aver gareggiato ai Giochi Olimpici, poiché l'incontro era stato pubblicizzato come parte dell'Esposizione Universale. Sebbene il CIO non abbia mai deciso ufficialmente quali eventi fossero "olimpici" e quali no, le medaglie vinte dalle squadre furono successivamente promosse a oro per la Gran Bretagna e argento per la Francia.
Una competizione di cricket era programmata per le Olimpiadi estive del 1904, tenutesi a St. Louis, ma fu annullata con breve preavviso a causa della mancanza di iscrizioni. Lo sport non sarebbe stato più incluso nei Giochi Olimpici fino al 2028.
Poiché la partita si svolse con 12 giocatori per squadra e fu programmata per soli due giorni, non ha lo status di partita di prima classe. Nonostante ciò, fu l'unica partita di cricket internazionale giocata quell'anno.